# Веселин Гетов
Веселин Гетов е български противопожарен офицер от МВР,
Понастоящем е старши комисар, директор на Столична дирекция „Пожарна безопасност и защита на населението“.

## Кратка биография
Роден е в София на 13 февруари 1971 г. Завършил е висше образование във Висшия институт за подготовка на офицери и научноизследователска дейност, факултет „Пожарна охрана“, специалност „Пожарна и аварийна безопасност“ с гражданска специалност „ВиК“, образователно-квалификационна степен „магистър“ през 1995 г.

## Кариера
Последователно през кариерата си е заемал длъжностите, както следва:
- инструктор I степен;
- инспектор в група;
- старши инспектор;
- главен инспектор;
- ВрИД началник на група;
- началник на група;
- началник на сектор;
- ВНД началник на 08 РСПБЗН;
- началник на 08 РСПБЗН.

В служебната си дейност многократно е награждаван с „писмена похвала“, „обявяване на благодарност“ и „парична награда“.
От 25 януари 2016 г. е назначен за директор на Столичната дирекция „Пожарна безопасност и защита на населението“ и със специфично наименование (звание) „старши комисар“.